# 颱風山竹
颱風山竹（國際編號：1822，聯合颱風警報中心：WP262018，菲律賓大氣地球物理和天文服務管理局：），為2018年太平洋颱風季第22個被命名的熱帶氣旋。「山竹」一名由泰國提供，是一種水果。
山竹在2018年9月上旬形成，縱使當時遠在國際換日線附近，數值預報模式卻連續多報預測會對華南沿岸構成嚴重影響。山竹導致香港天文台和澳門氣象局繼前一年颱風天鴿後，連續兩年需要發出十號熱帶氣旋警告信號，亦是自1983年颱風愛倫以來，生成位置最東的一個而引致香港發出十號颶風信號。山竹在廣東沿岸造成巨大損失，並為香港帶來史上最嚴重的風暴潮，超越1962年颱風溫黛，而香港整體風力是35年來最強，僅次於1983年颱風愛倫。山竹造成香港最少60000宗塌樹，由於多處塌樹和嚴重水浸，導致交通癱瘓，香港政府在之後連續兩日宣佈停課，卻沒有停工，令風災過後當日交通大混亂，引起廣泛不滿及爭議，而颱風山竹亦成為《Google 2018年度搜尋排行榜》香港熱爆本地頭條組別的第一位。
山竹是自2010年颱風鮎魚及2013年颱風海燕後另一個以巔峰強度登陸菲律賓的熱帶氣旋。因應山竹對菲律賓的嚴重破壞，菲律賓大氣地球物理和天文服務管理局於2018年10月5日向世界氣象組織颱風委員會申請把山竹除名，並於2019年2月舉行的第51次颱風委員會會議上獲該會接納 。在次年第52次颱風委員會會議中通過由「山陀兒」取代。

## 氣象歷史
在颱風飛燕吹襲日本期間，電腦數值預報模式預測將再有低壓區在國際換日線附近海域形成。預報中的低壓區在2018年9月4日形成，美國海軍研究實驗室給予熱帶擾動編號99W。雖然初時該低壓區組織鬆散，但隨後其低層環流中心逐漸鞏固，呈現熱帶氣旋之雛形。聯合颱風警報中心在9月6日凌晨給予評級「低」，並於同日晚上給予評級「中」。聯合颱風警報中心在9月7日凌晨將評級提升為「高」，並發布熱帶氣旋形成警報，更於同日上午11時將其升格為熱帶低氣壓，給予熱帶氣旋編號26W。日本氣象廳於同日上午8時將其升格為熱帶低氣壓，並在同日下午12時05分對其發布烈風警報。同日晚上8時，中國國家氣象中心率先升格為熱帶風暴。晚上9時15分，日本氣象廳將其升格為熱帶風暴，給予國際編號1822，並命名為山竹。台灣中央氣象局也將其升格為輕度颱風，聯合颱風警報中心於翌日（8日）晚上8時將其升格為熱帶風暴。山竹北面的深厚副熱帶高壓脊向西伸延，引導起以時速30公里西移。由於後期在菲律賓附近的熱帶低氣壓將來發展的強度和路徑都會與副熱帶高壓脊互動，有機會令副熱帶高壓脊停止伸延，引致該系統的未來路徑有變數，導致各預測部門出現嚴重分歧，預測路徑東至琉球群島，西至南海北部，但各部門都預測該系統將會發展成一個成熟颱風。雖然山竹受到北面副熱帶高壓脊的高層乾空氣壓制，且被乾空氣入侵。但它所在位置海面温度達29度，垂直風切變微弱，高空輻散良好，令山竹強度開始上揚，並發展出中心密集雲團。中國國家氣象中心率先在9月9日凌晨2時將其升格為強熱帶風暴，日本氣象廳45分鐘後也將其升格為強烈熱帶風暴。中國國家氣象中心於同日上午8時將其升格為颱風，日本氣象廳和聯合颱風警報中心分別在同日上午8時45分和上午11時跟隨，中央氣象局也在同日上午8時將其升格為中度颱風。此時，山竹繼續吸收海水中的能量，扺擋乾空氣並發展出「雲捲風眼」，低層風眼亦顯現在微波圖像上。
9月10日，山竹繼續向西南偏西移動，在關島附近海域掠過。多個氣象機構的預測分歧都逐漸收窄，轉向北上的預測已不復見，均預測山竹會經過巴士海峽或掠過台灣南部，移入南海北部，對該區構成相當威脅。香港天文台於山竹進入責任範圍前，更新熱帶氣旋位置及路徑圖和路徑概率預測圖，評定其為颱風。同時，山竹繼續受到乾空氣入侵，並移到風切較為強的海域，令它發展遲緩，但國家氣象中心和香港天文台在晚上8時仍然將其升格為強颱風。
山竹在9月11日凌晨爆發增強，抵擋乾空氣入侵，成功打開「針眼」。中國國家氣象中心和韓國氣象廳率先在上午8時將其升格為超強颱風，香港天文台和台灣中央氣象局也在不久後分別將其升格為超強颱風和強烈颱風。聯合颱風警報中心也在同日下午5時將其升格為超級颱風，更在當晚11時將其中心風速上調至每小時140節（每小時260公里），代表山竹是繼瑪莉亞、飛燕之後第三個薩菲爾-辛普森颶風等級之「五級颱風」的熱帶氣旋。香港天文台更於12小時內把山竹的中心風力上調35公里。副熱帶高壓維持強勢，繼續引領山竹以每小時30公里的速度向偏西方向移動。其後山竹於9月12日晚上及9月14日下午出現雙重眼壁，進入替換週期，強度減弱，但仍然屬於超強颱風級別。由於山竹東面的副熱帶高壓向南伸延，山竹在同日以偏北方向移動，令所有氣象機構向北調整路徑。

颱風山竹登陸呂宋的一刻

山竹在9月15日凌晨1時40分登陸菲律賓卡加延省巴高，並以時速30公里橫過呂宋北部。風眼在登陸後，未見立即被填塞，皆因山竹登陸前的結構相當成熟。由於呂宋島的地形影響，山竹的結構受到破壞，眼牆崩塌，風眼被填滿。上午9時，山竹中心離開菲律賓陸地，進入南海，中國國家氣象中心將其降格為強颱風，聯合颱風警報中心在上午11時將其降格為颱風。上午11時，台灣中央氣象局將其降格為中度颱風。當天下午，山竹的環流重新組織，由於經過呂宋陸地，山竹結構有所改變，其眼壁的對流亦較橫過呂宋前弱，不過眼壁外的螺旋雨帶仍然保持強烈對流和十分完整的結構。
9月16日，山竹繼續向西北方移動，橫過南海北部。香港天文台於上午7時45分將其降格為強颱風。當日早上山竹在靠近廣東沿岸時，山竹眼壁外螺旋雨帶的風力仍然高於眼壁附近的環流。當日下午5时，中国中央气象台宣布山竹在广东省江门市台山海宴鎮登陆。登陆时中心附近最大风力14级（45米/秒，162公里/小时），中心最低气压为955百帕。受到地形摩擦影響，山竹強度繼續下滑。中國國家氣象中心和日本氣象廳分別在當晚8時和11時將其降格為強烈熱帶風暴，並分別在翌日（17日）上午7時和8時將其降格為熱帶風暴，日本氣象廳和中國國家氣象中心更在6小時後將其降格為熱帶低氣壓，台灣中央氣象局和香港天文台也分別在同日下午2時和2時45分將其降格為熱帶性低氣壓。同日晚上8時，香港天文台將其降格為低壓區。

## 影響

### 關島

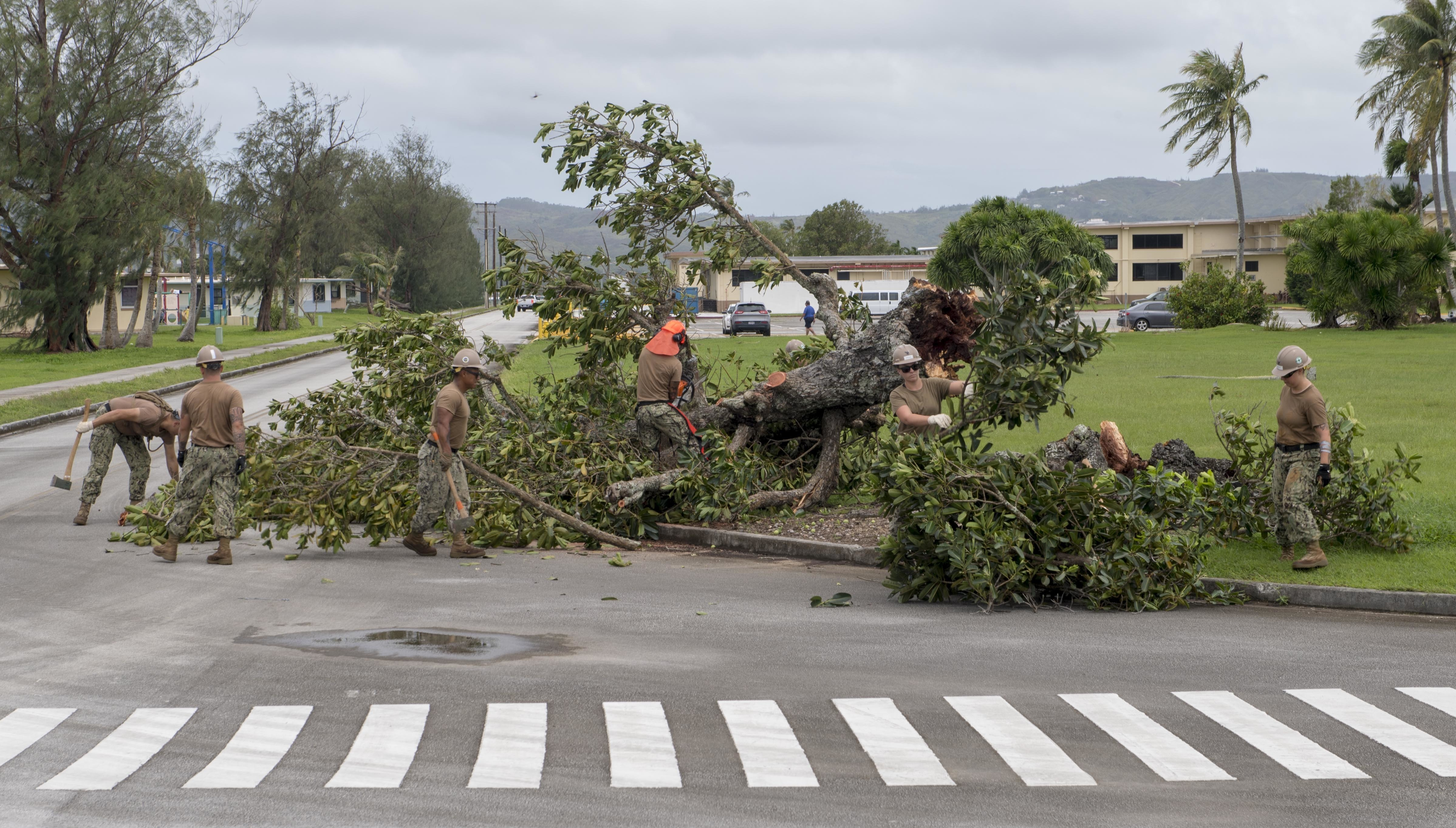
關島海軍基地的海員正在清理塌樹

因當地的氣象部門早於山竹來襲前已預測颱風將會以4至5級颱風風力影響當地，關島的政府機關及居民於風暴最接近當地前數天已作準備。當地的國土安全顧問於山竹抵達關島前兩日預計，山竹是繼1962年對關島破壞力最強的颱風凱倫後，最強烈的風暴。關島政府在2018年9月8日宣布當地的公立學校及基督教學校將於9月10日停課，並將學校改為臨時避風中心之用。此外，當地的電力公司將有可能導致停電的樹木鋸走，及水務局提前啟動儲水裝置避免風暴期間系統超出負荷。而居民對風暴嚴陣以待，包括在當地的商店爭相購買膠桶、木板及樽裝水等物資。另外，關島的政治組織則將懸掛於街上的宣傳標語移除，避免在風暴期間影響居民。
山竹於9月10日晚上最接近當地，並帶來狂風暴雨。當中強烈降雨令當地淹水；狂風更吹至電纜短路，不斷冒出火花引發火警。在風暴過後，由於美國聯邦緊急事務管理署的飛機容量不足以應付關島的物資需求，故特別向安托諾夫航空租賃一架最巨型的安托諾夫An-225運輸機，向關島的受災居民輸入救急物資。該機在獲得美國的特別批文後，於9月9日13:45（UTC+3）從烏克蘭安托諾夫機場出發，在飛行了約12時53分後，於9月9日16:17（UTC-7）抵達加利福尼亞州的奧克蘭國際機場提取設立在莫菲特聯邦機場的FEMA物資儲存點的物資後於9月10日07:10離開，飛行約5時33分後，於同日9:43（UTC-10，下同）中停於檀香山國際機場，9月11日07:47離開檀香山，8時16分後於9月12日12:02（UTC+10）抵達關島。另外，關島的電力供應亦在風暴經過期間中斷，部分地區直至9月13日仍未恢復供電。

### 菲律賓
當地發出之最高風暴信號：四號風暴信號
菲律賓大氣地球物理和天文服務管理局於2018年9月13日表示，若山竹的路徑沒有特殊變化，菲律賓大約有1000萬人位在颱風路徑範圍，並表示呂宋島北端海濱地區數千人開始撤離。馬尼拉民防辦公室透露，當局打算開放山竹路徑上的政府大樓，做為民眾的臨時避難處所。。當局為了因應避難措施，表示9月14日當日停班停課，而山竹影響菲律賓期間正值稻穀收穫季節，當局也呼籲農民盡早收割農作物，以減少損失。當日晚間，菲律賓国家减灾和管理委员会（NDRRMC）召開記者會，主席里卡多·哈拉德（Ricardo Jalad）表示估計會有約430萬民眾受到影響，當局預定於9月15日前強行撤離北部 7省危險地區的82萬位民眾，並表示国家减灾委已規劃出1742座臨時避難所，另有3000多所公立學校可以隨時轉換為收容中心。依據菲律宾国家减灾委在2018年9月28日資料，山竹至今已造成菲律賓68人死亡、2位失蹤、150多人傷。
2018年10月5日，菲律賓大氣地球物理和天文服務管理局向颱風委員會致電，要求將山竹除名。這一請求在2019年2月舉行的第51次颱風委員會會議上獲得通過。

### 臺灣
| 彭佳嶼 · 13.8 m/s板橋 · －鞍部 · 7.9 m/s竹子湖 · 3.3 m/s淡水 · 3.3 m/s基隆 · 6.8 m/s臺北 · 7.2 m/s新屋 · －新竹 · 6.6 m/s宜蘭 · 7.7 m/s蘇澳 · 9.7 m/s花蓮 · 6.3 m/s成功（新港） · 8.4 m/s臺東 · 6.3 m/s大武 · 11.4 m/s蘭嶼 · 21.8 m/s臺中 · 2.2 m/s梧棲 · 8 m/s日月潭 · －阿里山 · 3.2 m/s嘉義 · 2 m/s玉山 · 18.1 m/s臺南 · 5.1 m/s高雄 · 4.5 m/s恆春 · 12.5 m/s澎湖 · 8.4 m/s東吉島 · 13.8 m/s金門 · 9.2 m/s馬祖 · 8.4 m/sclass=notpageimage\| 中華民國交通部中央氣象署署屬氣象測站測得最大持續風力。圖例： · 無數據 · 測得5級風或以下 · 測得6至7級風 · 測得8至9級風 | 彭佳嶼 · 24 m/s板橋 · －鞍部 · 22.9 m/s竹子湖 · 15.6 m/s淡水 · 13.9 m/s基隆 · 18.4 m/s臺北 · 19.7 m/s新屋 · －新竹 · 16.6 m/s宜蘭 · 18.4 m/s蘇澳 · 17.4 m/s花蓮 · 11.8 m/s成功（新港） · 20.8 m/s臺東 · 18.8 m/s大武 · 24.1 m/s蘭嶼 · 33.4 m/s臺中 · 5.3 m/s梧棲 · 13.7 m/s日月潭 · 21.4 m/s阿里山 · 15.9 m/s嘉義 · 6 m/s玉山 · 45.3 m/s臺南 · 8.8 m/s高雄 · 7.7 m/s恆春 · 27.4 m/s澎湖 · 23.6 m/s東吉島 · 19.3 m/s金門 · 24.1 m/s馬祖 · 18.1 m/sclass=notpageimage\| 中華民國交通部中央氣象署署屬氣象測站測得最大陣風。圖例： · 無數據 · 測得5級風或以下 · 測得6至7級風 · 測得8至9級風 · 測得10至11級風 · 測得12至15級風 |

- 當地發佈之颱風警報：海上颱風警報
- 當地評定中心最低氣壓：895百帕斯卡

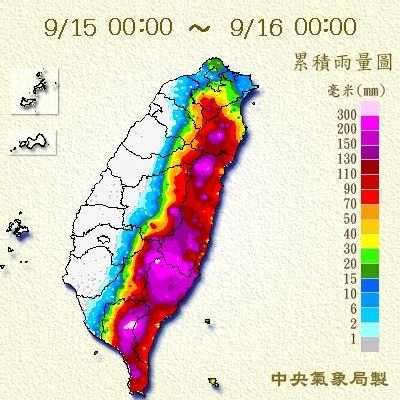
颱風山竹於2018年9月15－16日，在臺灣地區之總雨量圖

交通部中央氣象局在2018年9月10日指出，依據山竹移動速度與強度變化，將於9月14日發佈海上颱風警報，並表示若山竹的路徑往台灣陸地靠近一些，則會發佈陸上颱風警報。9月12日，中央氣象局表示，由於山竹的中心將於15日通過巴士海峽、掠過呂宋島北端，暴風圈觸碰台灣東南部陸地機率變低，並表示陸上颱風警報發布的機率也降低。翌日中央氣象局表示，基於山竹的路徑偏南，海上颱風警報的發佈機率也降低。然而由於山竹的暴風圈持續擴大，且路徑往西北西方向移動，中央氣象局於14日表示預計於當日上午11時半發佈海上颱風警報。山竹持續以每小時25公里速度向西北西移動，且其暴風圈大，影響範圍擴至台灣近海，中央氣象局在上午11時半針對巴士海峽、東沙島海面及台灣東南部海面發佈海上颱風警報，並表示台灣附近各海面（含綠島、蘭嶼）及澎湖、金門、馬祖皆有觀測到長浪的發生。中央氣象局發佈海上颱風警報後，表示台灣東部、恆春半島等地區受到山竹外圍環流影響，會有強降雨發生的機率。隨著山竹逐漸遠離，中央氣象局在15日晚上8時半解除所有颱風警報。中央氣象局表示，雖山竹逐漸遠離，但受到外圍環流影響，持續發佈豪雨特報，並提醒豪雨特報地區，注意坍方、落石、土石流及山洪爆發，低窪地區防淹水。
受山竹外圍下沉氣流影響，氣象局於15日上午發佈高溫資訊，包括新竹縣市、苗栗縣、彰化縣、雲林縣、南投縣、嘉義縣市、台中市、金門縣為黃色燈號，有機會出現攝氏36度以上高溫；空氣品質方面，中部地區達到紅色警示，臭氧、PM2.5平均值皆偏高；另受挾帶龐大雨勢的外圍環流影響，自15日凌晨至下午1時止，雨量最多的地方為屏東縣大武約317.5毫米、屏東縣泰武約225毫米；台東縣海端鄉等處也有超過100毫米的雨量；台東及蘭嶼地區亦已測得6到8米以上的長浪，宜蘭縣有一名遊客遭長浪噬捲而身亡。15日傍晚，受到山竹外圍環流影響，屏東縣屏南地區因電線斷落、變壓器跳脫等因素，高達12556戶停電，經台灣電力公司搶修後，截至16日0時，僅剩屏東縣獅子鄉尚有30戶待修復。
受到山竹外圍環流影響，蘭嶼測得10級瞬間陣風，鄉公所宣佈13日下午停止上班上課。然而，蘭嶼地區持續受到山竹外圍環流影響，導致蘭嶼機場自15日上午10時15分關閉至16日下午5時，蘭嶼及綠島的對外航班亦停駛至16日。屏東縣車城鄉於15日亦因山竹颱風外圍環流所促成之強降雨影響，鄉公所宣佈晚間停班停課。翌日，台東縣大武鄉鄉公所表示部分地區有房屋受損、船筏翻覆等災情，基於環境善後及家園恢復，宣佈當日停止上班上課。

### 香港
- 當地發出之最高熱帶氣旋警告信號： 十號颶風信號
- 最接近當地時間：2018年9月16日下午1時
- 最接近當地位置：香港天文台總部之西南偏南約100公里（正面吹襲；平風暴中心距離香港天文台總部最遠之十號信號紀錄）[注 10]
- 當地評定中心最低氣壓：900百帕斯卡

### 澳門
- 當地發出之最高熱帶氣旋信號： 十號風球
- 當地發出之最高風暴潮警告：黑色風暴潮警告
- 最接近當地時間：2018年9月16日下午4時
- 最接近當地位置：澳門氣象局總部之西南約60公里（正面吹襲；破風暴中心距離澳門氣象局總部最遠之十號風球紀錄）
- 當地評定中心最低氣壓：905百帕斯卡

### 中國大陸
當地發佈之最高颱風預警信號： 颱風紅色預警信號
當地評定中心最低氣壓：910百帕斯卡
中國中央氣象台因應颱風「山竹」的強度及破壞力，於9月13日與香港天文台及澳門氣象局進行聯合天氣會商，並得出四點結論：
- 「山竹」在登陆菲律宾之前的风速会保持在每秒65米的强度，並較大可能於吕宋岛首次登陆。
- 「山竹」的強度於橫越吕宋岛会稍為衰弱，不过进入南海后的强度仍有可能维持在超强台风级。
- 「山竹」於登陆菲律宾后，结构会有所调整，也会影响后期路线，因此登陆地点还会有所变化。
- 「山竹」体格庞大，广东、海南、广西都会受到风雨影响。香港、澳门降雨量可能达到100至300毫米，风力9至10级，可能会出现风暴潮，在台风到来前，华南沿海维持酷热天气。[69]

9月15日，三方再次举行联合会商。此时“山竹”的前进路线已经基本稳定，会商重点研判分析大风、降雨和风暴潮的影响程度。

#### 福建
當地發佈之最高颱風預警信號： 颱風橙色預警信號
受台湾海峡狭管效应影响，台风“山竹”造成福建省沿海普遍刮起大风。14日21时，福建省防指启动防台风Ⅲ级应急响应以应对此次台风。

#### 廣東
當地發佈之最高颱風預警信號： 颱風紅色預警信號

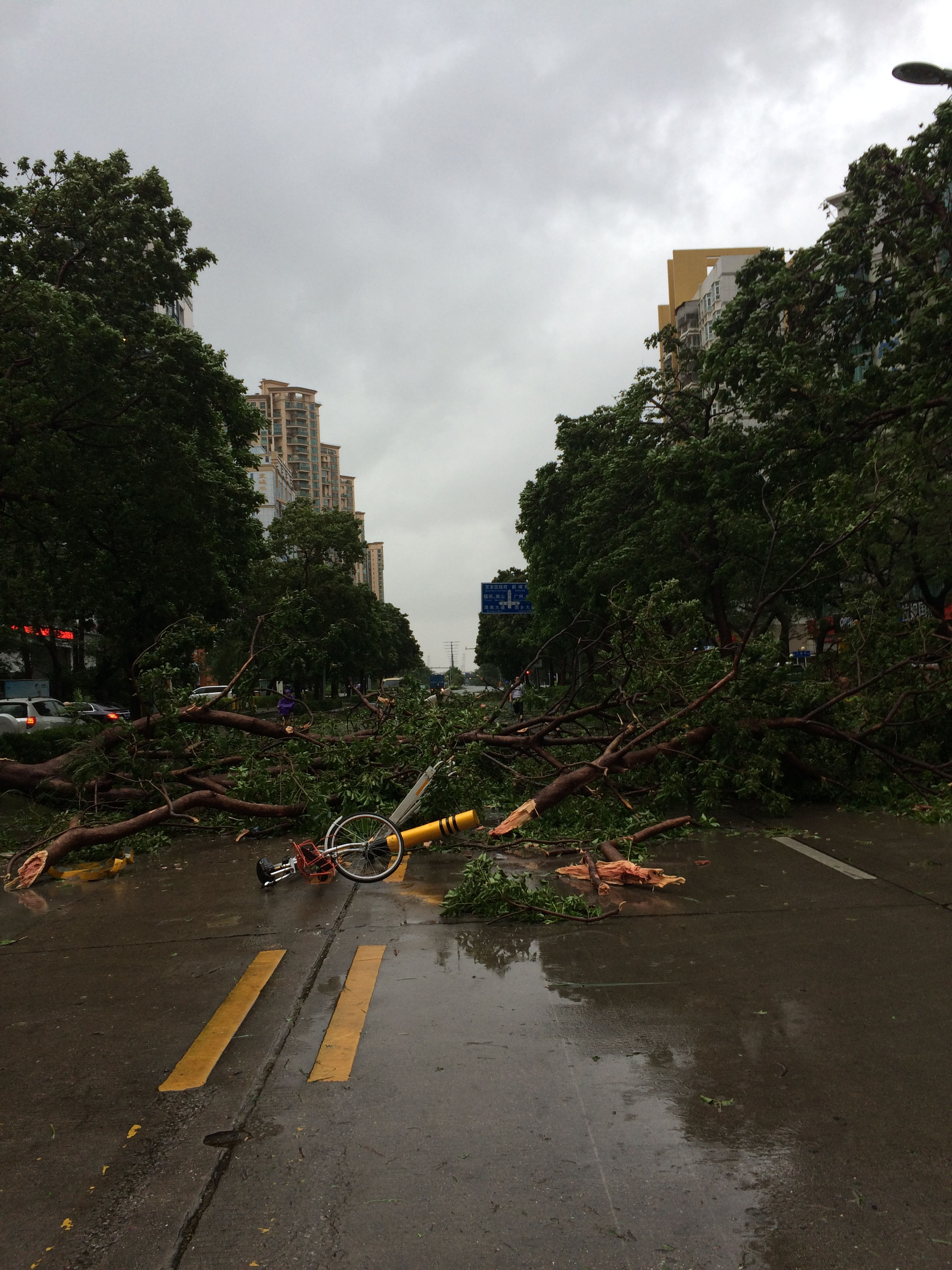
9月16日，山竹在广东深圳吹断树木，隔断交通。

廣東全省阵风最大站点：惠州沱泞列岛62.8米/秒（17级以上），平均风最大的站点：珠海黄茅洲45米/秒（14级），江门川山群岛45米/秒（14级）。9月15日20时到16日16时（20小時內），全省雨量最大的站点：稔平半島吉隆镇258.5毫米。如果把雨量統計時間稍挪後一點，9月15日22时到16日22时，有36个站录得超过250毫米的特大暴雨，有767个站录得100毫米～250毫米的大暴雨，有1442个站录得50毫米～100毫米的暴雨，雨量较大的站点有：深圳大鹏新区315.3毫米，东莞谢岗镇299.1毫米，惠州惠东县大陂布286.5毫米，茂名信宜市新宝镇284.5毫米，云浮新兴县里洞镇268.2毫米。
广州市民防办公室宣布，受「山竹」影响，原定于9月15日的年度例行防空警报试鸣取消。晚上7时44分，广州市政府宣布从下午6时30分开始，启动全市防台风I级应急响应，除医院、供水、供电、供气、电信等特殊行业，在全市范围内实行“三停”，即：停工（业）、停产、停课。不久，珠三角各市也纷纷发布台风I级应急响应及台风红色预警信号。广东省教育厅也宣布全省各级学校停课至17日。同时珠三角各个机场也宣布在台风登陆期间关闭，国铁广州局集团也宣布所有动车组列车停运、普速列车部分停运。

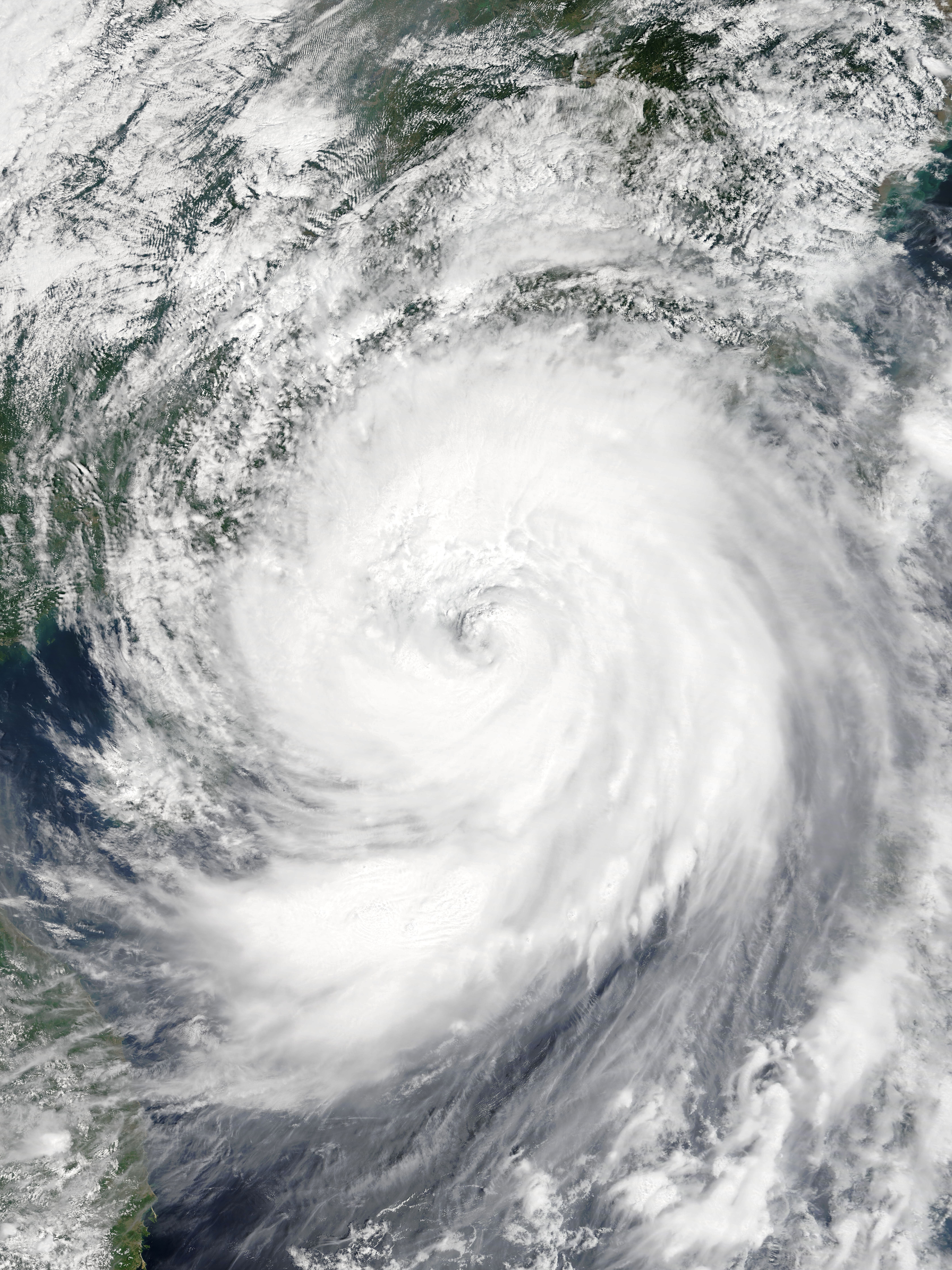
9月16日，稍為減弱的山竹逐漸逼近廣東。

城市公共交通也受到影响，其中广州地铁部分区段停运；深圳方面，公交、地铁、出租车全部停运，纯电动出租车充电站也陆续关闭，同时ofo小黄车暂停在深圳区域的运营，滴滴出行也暂停了珠海、江门、阳江、茂名、中山、湛江、佛山、深圳、肇庆、惠州的快车、优享、优步、专车、单车服务，并暂停广东全省的代驾服务。
9月14日，陽江核電站於微信發布消息，指核電站已做好全方位防禦準備，包括模擬演練，「為機組保駕護航」。但未有提及核電站會否停止運作，9月16日中廣核向外通報台山、陽江與大亞灣三個核电站保持安全稳定。
在台风登陆前，广东当地民众纷纷前往超市抢购水和食物。9月16日17时前后，“山竹”在广东省江门市台山大广海湾经济区沿海登陆，9月17日統計4人死亡。16日15时，佛山共有43000余户用户停电。
截至9月17日7时，广州市已安置转移43510人，开放庇护场所1112个，树木倒伏6880宗，河堤漫顶26处，水浸点27处，农田受淹超2万亩，渔业受灾约3000亩，畜禽受灾死亡30头。而受到强降雨的影响，阳春市漠阳江出现30年一遇洪峰，城区全面停水，市区水浸。

#### 海南
當地發佈之最高颱風預警信號： 颱風橙色預警信號
随着“山竹”的逼近，海南省政府于9月15日17时发布台风二级预警。
海南省气象局16日7时发布暴雨四级预警，16日海南省海域和陆地有较强风雨天气。海南省旅游委提前发出通知，全省旅游景区16日、17日必须关闭。  2018年9月16日，海口市教育局发出通知，全市中小学（幼儿园）9月17日上午停课半天，9月17日下午复课。
琼州海峡15日上午9时起全线停航。

#### 廣西
當地發佈之最高颱風預警信號： 颱風紅色預警信號
广西气象台在9月15日下午5时发布首个红色台风预警信号。受此影响，沿海北海、钦州、防城港及首府南宁均宣布17日学校停课。同时，南广、贵广线的动车及往来两广的普客皆停运。
據廣西民政厅統計，是次導致北海市合浦、梧州市蒼梧、玉林市陸川、欽州市浦北、貴港市平南、崇左市扶綏縣、賀州市鐘山、柳州市鹿寨、來賓市忻城、桂林市陽朔、南寧市青秀等11市35個縣（區、市）受風災。
17日15時續報統計，廣西全省災害造成受災人口14.35萬人，緊急轉移安置7.41萬人，需緊急生活救助746人，因災失蹤1人（桂平，溺水）；農作物受災面積5.37千公頃；倒塌房屋110戶293間；直接經濟損失5105萬元。

#### 貴州
貴州省於9月17日至18日晚受山竹的外圍雨系所影響，對該省中部、南部及西部地區出現大暴雨，貴州省氣象台於9月17日14時55分發佈暴雨藍色預警信號，預計未來12小時黔東南州、黔南州、黔西南州、安順市、貴陽市大部、六盤水市中南部、銅仁市東北部、畢節市東部降雨量將達50毫米以上且降雨仍將持續。而貴州省國土資源部及貴州省水利廳亦分別發佈地質災害風險預警及山洪災害風險預警，預測全省各地有一定地質災害風險等級，易發生山洪、崩塌、滑坡、泥石流等地質災害，又因貴州省地形特殊，降水時空分佈複雜，各地須注意做好實時監測、防汛預警等措施。

#### 雲南
據雲南省氣象台預計，「山竹」將於9月18日令該省東部及南部出現雷电、局部地區性大风及短时强降水等强对流天气，或會引發城镇内涝、山洪、泥石流和滑坡等灾害，並預測9月19日至9月22日省內將持續降雨。

## 熱帶氣旋警告使用紀錄

### 菲律賓
| 菲律賓大氣地球物理和天文服務管理局 風暴信號 | 菲律賓大氣地球物理和天文服務管理局 風暴信號 | 菲律賓大氣地球物理和天文服務管理局 風暴信號 |
| ------------------------------------------- | ------------------------------------------- | ------------------------------------------- |
| 上一熱帶氣旋                                | 一號風暴信號                                | 下一熱帶氣旋                                |
| 熱帶風暴百里嘉                              | 一號風暴信號                                | 颱風玉兔                                    |
| 熱帶風暴三巴                                | 二號風暴信號                                | 颱風玉兔                                    |
| 颱風洛坦                                    | 三號風暴信號                                | 颱風玉兔                                    |
| 颱風洛坦                                    | 四號風暴信號                                | 颱風天鵝                                    |

### 中國大陸
| 国家气象中心 颱風預警信號 | 国家气象中心 颱風預警信號 | 国家气象中心 颱風預警信號 |
| ------------------------- | ------------------------- | ------------------------- |
| 上一熱帶氣旋              | 颱風藍色預警信號          | 下一熱帶氣旋              |
| 熱帶低壓                  | 颱風藍色預警信號          | 超強颱風康妮              |
| 熱帶風暴百里嘉            | 颱風黃色預警信號          | 超強颱風利奇馬            |
| 超強颱風瑪莉亞            | 颱風橙色預警信號          | 超強颱風利奇馬            |
| 超強颱風瑪莉亞            | 颱風紅色預警信號          | 超強颱風利奇馬            |

### 臺灣
| 交通部中央氣象局 颱風警報 | 交通部中央氣象局 颱風警報 | 交通部中央氣象局 颱風警報 |
| ------------------------- | ------------------------- | ------------------------- |
| 上一熱帶氣旋              | 海上颱風警報              | 下一熱帶氣旋              |
| 強烈颱風瑪莉亞            | 海上颱風警報              | 輕度颱風丹娜絲            |

### 香港
| 香港天文台 熱帶氣旋警告信號 | 香港天文台 熱帶氣旋警告信號 | 香港天文台 熱帶氣旋警告信號 |
| --------------------------- | --------------------------- | --------------------------- |
| 上一熱帶氣旋                | 一號戒備信號                | 下一熱帶氣旋                |
| 熱帶風暴百里嘉              | 一號戒備信號                | 超強颱風玉兔                |
| 熱帶風暴百里嘉              | 三號強風信號                | 超強颱風玉兔                |
| 強颱風卡努                  | 八號東北烈風或暴風信號      | 熱帶風暴韋帕                |
| 強烈熱帶風暴帕卡            | 八號東南烈風或暴風信號      | 颱風海高斯                  |
| 強颱風卡努                  | 八號烈風或暴風信號          | 熱帶風暴韋帕                |
| 超強颱風天鴿                | 九號烈風或暴風風力增強信號  | 颱風海高斯                  |
| 超強颱風天鴿                | 十號颶風信號                | 超強颱風蘇拉                |

### 澳門
| 地球物理暨氣象局 熱帶氣旋信號 | 地球物理暨氣象局 熱帶氣旋信號 | 地球物理暨氣象局 熱帶氣旋信號 |
| ----------------------------- | ----------------------------- | ----------------------------- |
| 上一熱帶氣旋                  | 一號風球                      | 下一熱帶氣旋                  |
| 熱帶風暴百里嘉                | 一號風球                      | 超強颱風玉兔                  |
| 熱帶風暴百里嘉                | 三號風球                      | 熱帶風暴木恩                  |
| 強烈熱帶風暴貝碧嘉            | 八號東北風球                  | 熱帶風暴韋帕                  |
| 強烈熱帶風暴貝碧嘉            | 八號東南風球                  | 颱風海高斯                    |
| 強烈熱帶風暴貝碧嘉            | 八號風球                      | 熱帶風暴韋帕                  |
| 超強颱風天鴿                  | 九號風球                      | 颱風海高斯                    |
| 超強颱風天鴿                  | 十號風球                      | 颱風海高斯                    |

## 外部連結
| 太平洋颱風季             |
| 主題頁 - 專題 - 編輯指南 |

- （英文）颱風2000：各氣象部門對山竹的預測路徑集合 （页面存档备份，存于）
- （日語）日本氣象廳：數位颱風網資料（日文版 （页面存档备份，存于）、英文版 （页面存档备份，存于））、1822最佳路徑數據 （页面存档备份，存于）、2018年熱帶氣旋最佳路徑圖（日文版 （页面存档备份，存于）、英文版 （页面存档备份，存于））、2018年熱帶氣旋最佳路徑數據 （页面存档备份，存于） （页面存档备份，存于）
- （英文）美國聯合颱風警報中心：26W最佳路徑數據 （页面存档备份，存于）
- （繁體中文）香港天文台：超強颱風山竹報告 （页面存档备份，存于）、2018年9月熱帶氣旋概述 （页面存档备份，存于）、2018年9月天氣回顧 （页面存档备份，存于）、實時天氣稿（9月14日 （页面存档备份，存于）－15日 （页面存档备份，存于）－16日 （页面存档备份，存于）－17日 （页面存档备份，存于））、山竹襲港期間發出的八號或以上熱帶氣旋警告
- （繁體中文）澳門地球物理暨氣象局：2018年熱帶氣旋年報：超強颱風山竹
- （简体中文）中國國家氣象中心：2018年熱帶氣旋最佳路徑數據 （页面存档备份，存于）
- （繁體中文）臺灣中央氣象局首頁（页面存档备份，存于）
- （英文）菲律賓大氣地球物理和天文服務管理局首頁（页面存档备份，存于）